# Thomas Wördehoff
Thomas Heinrich Wördehoff (* 1953 in Kierspe) war von 2009 bis 2019 Intendant der Ludwigsburger Schlossfestspiele.

## Leben
Wördehoff studierte Musikwissenschaften, Germanistik und Anglistik in Frankfurt am Main. Er war unter anderem an der Hamburgischen Staatsoper, an der Staatsoper Stuttgart, an der Oper Frankfurt, der Deutschen Oper Berlin, der Pariser Oper sowie bei den Bregenzer und den Salzburger Festspielen beschäftigt. Er arbeitete mit Theaterpersönlichkeiten wie Luc Bondy, Jürgen Flimm, William Forsythe, Hans Neuenfels und John Neumeier zusammen.
Im Jahr 1986 begann Wördehoff eine Tätigkeit als freier Autor und Redakteur sowie später als Leiter des Feuilletons der Schweizer Zeitung Weltwoche. Er schied dort im Februar 2001 auf eigenen Wunsch hin aus. 1995 erhielt er den Kritikpreis des Kulturfonds der Landeshauptstadt Salzburg. Eine seiner Kritiken erschien am 28. August 1995 auch in der Zeitung Der Spiegel unter dem Titel Maestro übernehmen Sie!, worin er über den Stardirigenten Lorin Maazel berichtete.
Unter der Intendanz von Gerard Mortier und Jürgen Flimm prägte Wördehoff von 2001 bis 2008 als Chefdramaturg das Programm des nordrhein-westfälischen Festivals Ruhrtriennale. Seit Oktober 2009 leitet er die Ludwigsburger Schlossfestspiele. 2015 wurde sein Vertrag als Intendant der Schlossfestspiele bis zum Sommer 2019 verlängert. 2019 nahm er Abschied als Intendant. Sein Nachfolger ist Jochen Sandig.